# Sun Jihai
Sun Jihai (chinesisch 孙继海; * 30. September 1977 in Dalian) ist ein ehemaliger chinesischer Fußballspieler.

## Karriere
Der rechte Abwehrspieler begann seine Profikarriere 1995 bei seinem Heimatklub Dalian Wanda, wo er 71 Pflichtspiele absolvierte und dabei ein Tor erzielte. 1998 zog es den Chinesen nach Europa zu Crystal Palace. Nach einem Jahr in England ging Sun wieder zurück zu Dalian, das mittlerweile unter dem Namen Dalian Shide firmierte. Von Februar 2002 bis Sommer 2008 spielte er bei Manchester City in der englischen Premier League. 2008 wechselte er zu Sheffield United, ehe er nach einer Saison England den Rücken kehrte und in die Heimat zurückkehrte.
Sun Jihai spielte 76 mal im chinesischen Fußballnationalteam und schoss dabei ein Tor. Sein internationales Debüt gab Sun am 6. Dezember 1996 gegen Usbekistan.

## Erfolge
- chinesischer Meister: 2000 (mit Dalian Shide)